# Agrostis occidentalis
Agrostis occidentalis é uma espécie de gramínea do gênero Agrostis, pertencente à família Poaceae.